# Texiweckeliopsis insolita
Texiweckeliopsis insolita is een vlokreeftensoort uit de familie van de Hadziidae. De wetenschappelijke naam van de soort is voor het eerst geldig gepubliceerd in 1980 door Holsinger.